# آخکولا
آخکولا (به لاتین: Akhkula) یک منطقهٔ مسکونی در گرجستان است که در شهرداری مارنئولی واقع شده‌است. آخکولا ۸۶ نفر جمعیت دارد.